# Vangueria macrocalyx
Vangueria macrocalyx là một loài thực vật có hoa trong họ Thiến thảo. Loài này được Sond. miêu tả khoa học đầu tiên năm 1850.